# Maritza Bustamante
Maritza Bustamante (Puerto La Cruz, Estado Anzoátegui, 26 de septiembre de 1980) es una actriz, modelo y bailarina venezolana. Se ha destacado en telenovelas venezolanas con la productora Venevisión.

## Carrera
En 2010 firmó contrato de exclusividad con la cadena Telemundo; su primera telenovela con esta cadena es Perro amor. Ese mismo año apareció como antagonista en la telenovela El fantasma de Elena junto a Elizabeth Gutiérrez y Segundo Cernadas.
En 2012 participó en la telenovela Relaciones peligrosas, versión de la serie española Física o química.

## Telenovelas
- Más que amor, frenesí (2001) como María Fernanda "Mafer" López Fajardo.
- Las González (2002) como Amapola González.
- Engañada (2003) como Jennifer Cárdenas.
- Ángel rebelde (2004) como Mariela Covarrubias.
- El amor no tiene precio (2005-2006) como Federica "Kika" Méndez.
- Mi vida eres tú (2006) como Beatriz "Betty" Esparza.
- Acorralada (2007) como Caramelo Vásquez.
- Torrente, un torbellino de pasiones (2008) como Ana Julia Briceño Mendizábal de Gabaldón.
- Pecadora (2010) como Bárbara "Barbie" Rivas
- Perro amor (2010) como Daniela Valdirí.
- El fantasma de Elena (2010-2011) como Corina Santander.
- Relaciones peligrosas (2012) como Ana Conde "Anaconda".
- Los secretos de Lucía (2014) como Bonny Cabello.
- Reina de corazones (2014) como Jacqueline "Jackie" Montoya.
- Eva la Trailera (2016) como Ana María Granados.
- La fan (2017) como Lucía Hernández. / Úrsula Molina.

## Vida personal
Es hermana del presentador Nelson Bustamante. 